# گذرگاه (رایانه)

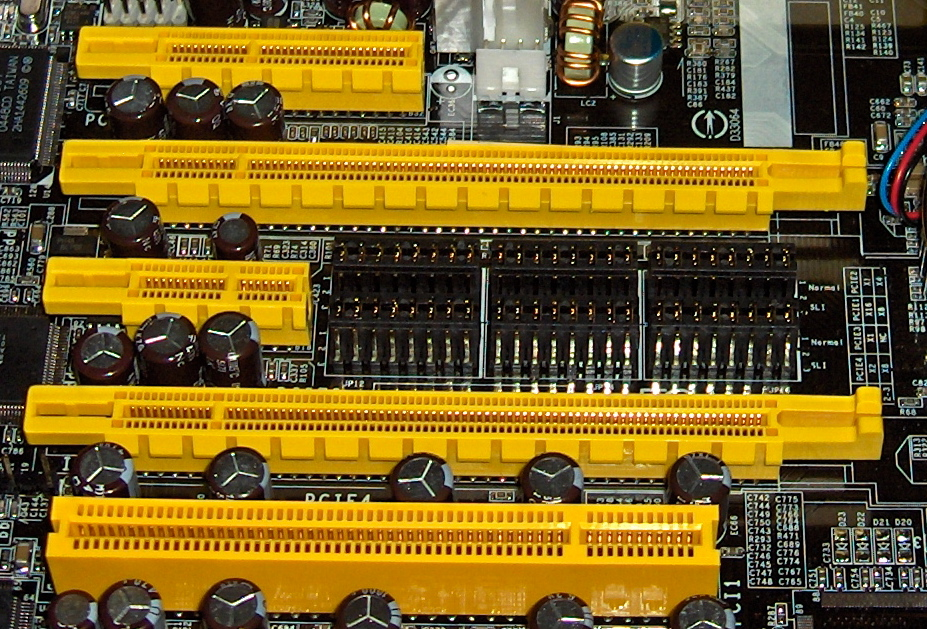
گذرگاه (رایانه)

گذرگاه یا باس (به انگلیسی: Bus) در رایانه به مجموعه سیم‌هایی که قادرند داده‌ها و دستورهای را با سرعت از میان واحد پردازشگر مرکزی، حافظه و دستگاه‌های جانبی رایانه شما حرکت کنند گفته می‌شود. پهنای گذرگاه به تعداد بیت داده‌ای که در یک واحد زمان می‌توانند عبور کنند (۸ و ۱۶ یا ۳۲ بیت داده) اشاره دارد.
PCI منطقه‌ای از یک کارت دسته‌بندی شده با دست جهت متصل ساختن دو یا چند سوراخ راهنما که در BUS قرار دارند (از نوک تا کف که عبارتند از: X۱۶ و X1 X16 X۴) را بیان نموده که این منطقه را با عنوان شکاف از این پس می‌شناسیم، و با یک شکاف ۳۲ بیتی PIC مقایسه می‌کند.
در طراحی رایانه، یک bus عبارتست از: یک سیستم فرعی که داده‌ها را بین عناصر درونی یک کامپیوتر انتقال می‌دهد. بر خلاف یک اتصال نقطه به نقطه، یک bus به‌طور منطقی می‌تواند چندین محیط را با یک مجموعه مشابه از سیستم‌ها متصل نماید. هر bus مجموعه اتصال دهنده‌های خود را به وسایل دو شاخه فیزیکی، کارت‌ها یا کابل‌ها با همدیگر تعریف نماید.
busهای کامپیوترهای اولیه در معنای تحت‌اللفظی busهای الکتریکی دو طرفه با اتصال‌های مرکب بودند، اما امروزه این اصطلاح برای هر مجموعه منظم فیزیکی که نقش‌های منطقی مشابهی را مانند یک bus الکتریکی دو جانبه انجام دهد گفته می‌شود. bus های رایانه مدرن می‌تواند اتصال‌های دو جانبه و اتصال‌های با شماره سریال بیت را استفاده نموده، و می‌تواند در یک مکان‌شناسی چند انتهایی یا مکان‌شناسی با پردازنده مرکزی متصل شده یا مانند جعبه USB به وسیلهٔ توپی‌های قفل شده اتصال پیدا کند.

## تاریخچه
نسل اولیه
busهای کامپیوترهای اولیه دسته‌ای از وایرها بودند که حافظه و محیط‌ها را به هم تماس می‌دادند. این busها پس از busهای الکتریکی یا bus bar نامگذاری شدند. همچنین معمولاً یک bus برای حافظه، و یک bus دیگر برای محیط‌ها موجود بود، به وسیلهٔ دستورالعمل‌های مجزا، با پروکتل‌ها و زمان‌های مختلف قابل دستیابی بودند.
یکی از مشکلات اولیه استفاده نامنظم آن‌ها بود. کامپیوترهای اولیه I/O را با انتظار در یک حلقه تا آماده شدن محیط به اجرا درمی‌آوردند. این برای برنامه‌ها که خود وظایف دیگری دارند از ذست دادن زمان بود. همچین اگر برنامه سعی در اجرای دگر وظایف خود داشت، بررسی دوباره توسط برنامه ممکن بود وقت زیادی را تلف نموده، در نتیجه داده‌ها را از دست می‌داد. مهندسان برای محیط‌هایی که CPU را مختل می‌کردند ترتیب داده شدند. اختلال باید در اولویت قرار می‌گرفت به این خاطر که CPU می‌تواند کد را برای یک محیط در یک زمان به اجرا درآورد، و تعدادی از تجهیزات وقت زیادی را نسبت به تجهیزات دیگر نیاز دارد.
مدتی بعد از این، تعدادی از کامپیوترها شروع به اشتراک حافظه ما بین CPUهای مختلف نمودند. در این کامپیوترها، دستیابی به bus باید در اولویت قرار می‌گرفت.
را ه ساده و کلاسیک برای در اولویت قرار دادن اختلالات یا دست یابی به bus با یک پردازنده مرکزی بود.
DEC اشاره می‌کند که داشتن دو busکه برای تولید انبوه میکروکامپیوترها نقشه‌برداری محیط‌ها درون حافظه busوقت گیر و گران بوده، بنابراین قطعات بنظر می‌رسند که مکان‌هایی برای حافظه باشند.
سیستم‌های busمیکروکامپیوترهای اولیه ضرورتاً یک تخته سیم‌کشی به صورت مستقیم یا از طریق آمپلی فایرهای محافظ به پیچ‌های CPU وصل شده‌اند. حافظه و دیگر قطعات باید با استفاده از چنین دستورالعمل که CPU کنترل می‌شود، که داده‌ها را از قطعات خوانده یا نوشته و در صورتی که حافظه را مسدود نمایند، با استفاده از دستورالعملی مشبه به صورت تمام وقت به وسیلهٔ یک ساعت مرکزی سرعت CPU را کنترل می‌کنند. هنوز، قطعات با استفاده از فرستادن سیگنال روی پین‌های CPU مجزا گسیختگی ایجاد می‌کنند. به عنوان مثال یک کنترل‌کننده راه انداز دیسکی می‌تواند به CPU که داده‌های جدید آماده خواندن هستند سیگنال بفرستد، که در آن نقطه CPU می‌تواند داه‌ها را با خواندن «مکان حافظه» که به راه انداز دیسک متصل است، حرکت دهد. همچنین تمام میکروکامپیوترهای اولیه که به این مدل ساخته می‌شوند با S-100 bus در یک ستاده شروع می‌شوند.
در بعضی از نمونه‌ها، خیلی قابل توجه‌است مثلاً در IBMPC، طراحی فیزیکی مشابهی بکار بسته شده، ابزارها برای دست یابی به محیط و حافظه، در کل به‌طور واحد قرار نگرفته‌اند، و هنوز از سیگنال‌های CPU مشخصی که می‌تواند برای بکار بستن یک I/ O bus مورد استفاده قرار گیرد، بهره می‌برد.
این سیستم‌هایbus ساده هنگامی که برای کامپیوترهای عمومی استفاده می‌شود، دارای یک نقطه ضعف جدی است. تمام تجهیزات روی busدر صورتی که یک ساعت سیگنال مشترک داشته باشند، باید با سرعت مشابه عمل نمایند.
افزایش سرعت CPU سخت‌تر می‌شود، به این خاطر که سرعت تمام قطعات به همین شکل باید افزایش یابد. این موضوع اغلب به یک موقعیت غیرعادی می‌شود که CPUهای خیلی سریع به منظور همخوانی با دیگر قطعات کامپیوتر باید کند شود. در حالیکه تغییر شکل چنین سیستم‌هایی وقتی که از تجهیزات غیر مفید استفاده کرده باشند، مشکل است. عموماً هر کارتی که اضافه می‌شود جهنده‌های زیادی نیاز دارد تا آدرس‌های حافظه، آدرس‌های I/O، برنامه‌های متقدم گسیخته، و شماره‌های گسیخته را هماهنگ نمایند.

## نسل ثانویه
نسل ثانویه سیستم‌های busنظیر NUBUS بعضی از این مشکلات را نشان می‌دهند. آن‌ها عموماً کامپیوترها را به دو دنیای مجزا تقسیم می‌کنند که عبارتند از: CPU و حافظه در یک طرف و قطعات مختلف در دیگر و یک کنترل‌کننده busمابین آن‌ها قرار دارند که به CPU اجازه می‌دهد سرعت خود را بدون تأثیر بر busافزایش دهد. همچنین بیشتر بار برای حرکت داده‌های خارج از CPU و داخل کارت‌ها و کنترل‌کننده را حرکت می‌دهد، بنابراین قطعات روی busمی‌توانند با دیگر قطعات بدون دخالت CPU هماهنگ شوند. اینکار به عملکرد بهتر می‌شود، اما همچنین به بیشتر پیچیده‌تر شدن کارت‌ها نیاز دارد. این busها سرعت را با بزرگ‌تر شدن اندازه مسیرها داده‌ها، از ۸ بیت busهای دو جانبه در نسل اولیه به ۱۶ یا ۳۲ بیت در نسل ثانویه نشان می‌دهد. با این وجود، این سیستم‌های جدید تر خصوصیاتی را با نسل اولیه خود به‌طور مشترک دارند، که در آن هر چیزی روی busبا سرعت مشابه باید هماهنگ شوند. در حالیکه CPU امروزه مجزا شده‌است و سرعت را بدون ترس افزایش دهد، CPUها و حافظه افزایش سریعتر سرعت busها را نسبت به آنچه قبلاً صحبت شد ادامه می‌دهند. نتیجه‌ای که حاصل شد عبارت بود از اینکه: سرعت‌های busدر حال حاضر خیلی آهسته‌تر از آن چیزی است که سیستم‌های مدرن نیاز دارد، و ماشین‌ها نیازمند داده‌ها خواهند بود. یک مثال متداول این مشکل عبارت است از: ویدئو کارت‌ها سریعاً سیستم‌های busجدیدتری مانند CPCI را به‌طور خود کار راه اندازی می‌کنند، و کامپیوترها شروع به همراهی AGP فقط برای راه اندازی کارت ویدئو می‌کنند. در سال ۲۰۰۴، AGP با استفاده از کارت ویدئوهای نا محدود دوباره رشد نمودند و به busهای جدید تغییر یافتند. تعداد زیادی از قطعات خارجی شروع به بکارگیری سیستم‌های bus خودشان نمودند.

## نسل سوم
نسل سوم busها در حال حاضر در حال ورود به بازار هستند که شامل Hypertransport (انتقال فوق‌العاده) و Infiniband می‌باشند. همچنین به سمت انعطاف بالای آن بر اساس اتصالات فیزیکی حرکت نموده، که به آن‌ها اجازه می‌دهد به عنوان busهای داخلی و اتصال دهنده‌های ماشین‌های مختلف با یکدیگر مورد استفاده قرار گیرند. این مسائل می‌تواند منجر به مشکلات پیچیده شود در حالی که سعی در تأمین درخواست‌های مختلف داریم. بیشتر کارهایی که در این سیستم‌ها انجام می‌شود با طراحی نرم‌افزار مرتبط است، که همچنان با خود سخت‌افزار در تضاد است. عموماً این نسل سوم busها به سمت تبدیل شدن به یک شبکه حرکت می‌کنند.
busهایی نظیر wishbone به وسیلهٔ حرکت سخت‌افزاری و تلاش به سمت حذف یا نسبت موانع قانونی در طراحی کامپیوتر پیشرفت زیادی نشان داده‌اند.

## تشریح یک bus
در یک زمان bus، به معنای سیستم موازی الکتریکی، با کانکتورهای الکتریکی مشابه یا یکسان با پین‌های روی cpu می‌باشد که case یا جعبه را بزرگتر نمی‌کند و سیستم‌های مدرن خطهای بین busها و شبکه‌ها را تیره می‌نماید.
busها می‌توانند busهای موازی بوده که کلمات داده‌ای در سیستم‌های موازی و مرکب حمل می‌کند. همچنین busها می‌توانند دنباله‌دار باشند که داده‌ها را به شکل bit حمل کنند اضافه شدن نیروی اضافی و اتصالات کنترل، درایوهای متفاوت و ارتباطات وایری استفاده می‌شوند دارند.
هنگامی که میزان داده افزایش می‌یابد، مشکلات زمانبندی، مصرف انرژی، تداخلات الکترومغناطیسی، تداخل صداها در طول busهای موازی بیشتر می‌شود. یکی از راه حل‌های نسبی این مشکل دوبله کردن پمپ bus است. اغلب یک bus دنباله‌دار می‌تواند واقعاً با میزان داده کلی بالاتری نسبت به یک bus موازی عمل نمایند که بر خلاف داشتن اتصالات الکتریکی کمتر عمل می‌نماید به این خاطر که یک bus دنباله‌دار می‌تواند واقعاً با میزان داده کلی بالاتری نسبت به یک bus موازی عمل می‌نماید که بر خلاف داشتن اتصالات الکتریکی کمتر عمل می‌نماید به این خاطر که یک bus دنباله‌دار به‌طور ذاتی مشکل زمانبندی و تداخل صدا را ندارد. ata ,firewire ,USB
از این دسته دنباله دارها می‌باشند. اتصالات چند انتهایی در busهای دنباله‌دار سریع، خوب کار نمی‌کنند، بنابراین اکثر busهای دنباله‌دار مدرن از وسیله ارتباطی دستگاه‌ها با پردازنده مرکزی به نام daisy- chainy یا طراحی توپی استفاده می‌کنند.
اکثر کامپیوترها دارای busهای داخلی و خارجی هستند. یک bus داخلی تمام عناصر خارجی یک کامپیوتر را به mother board متصل می‌کند. (و بنابراین cpu و حافظه داخلی بهم متصل می‌شوند). این نوع از busها به یک bus مکانی تعبیر می‌شود، به این خاطر که به منظور اتصال به تجهیزات داخلی می‌باشد و برای اتصال در دیگر ماشین‌ها یا تجهیزات خارجی به کامپیوتر نمی‌باشد. یک bus خارجی اتصالات وابسته خارجی را به mother board متصل می‌کند.
اتصالات شبکه‌ای مانند اینترنت عموماً به عنوان bus مرتبط نیستند، همچنین تفاوت‌ها عموماً به صورت مفهومی هستند و نه کاربردی. فناوری‌های ورودی مانند hypertransport وInfiniBand، حلقه‌های بین شبکه‌ها و busها را تاریک می‌کنند. حتی خطوط بین busهای داخلی و خارجی بیشتر اوقات مات و کدر هستند به‌طوری‌که I2c می‌تواند هم در bus داخلی و هم bus خارجی مورد استفاده قرار گیرند که busها با عنوان (Access bus) نام گرفته‌اند Infini Band به منظور جابجایی busهای داخلی نظیر pcI مانند busهای خارجی نظیر Fiber channel طراحی شده‌اند

## شبکه BUS
مکان‌شناسی شبکه bus یک طراح شبکه می‌باشد که در آن مجموعه‌ای از مشتریان از طریق یک خط ارتباطی مشترک به نام bus، ارتباط دارند، چندین مثال مشترک از طراحی bus شامل mother board که در اکثر کامپیوترها موجود است، و نسخه‌هایی از شبکه‌های اینترنت می‌باشد.
شبکه‌های bus ساده‌ترین راه برای اتصال مشتریان چندگانه‌است، اما اغلب اتصال هم‌زمان دو مشتری با یک bus مشترک با مشکلاتی همراه ست. بنابراین سیستم‌هایی که از طراحی شبکه bus استفاده می‌کنند به صورت نرمال شکل‌هایی از پرهیز برخورد یا پرهیز حمل را برای ارتباط در bus نشان می‌دهند که اغلب از (carriersensemultiple) استفاده یا حضور یک کنترل‌کننده bus که پذیرش bus را به منابع bus مشترک امکان می‌دهد استفاده می‌نمایند.
یک شبکه bus سالم غیرفعال است – کامپیوترهای روی bus به سادگی برای یک سیگنال گوش می‌دهند؛ و مسئول حرکت سیگنال نیستند. با این وجود اکثر طراحان فعال می‌توانند به عنوان یک bus تشریح شوند البته هنگامی که نقش‌های مشابه فعالی را مانند یک bus غیرفعال مهیا کنند.
بعنوان مثال، اینترنت روشن هنوز هم می‌تواند به عنوان یک شبکه bus منطقی در نظر گرفته شود، و نه یک شبکه فیزیکی. در واقع سخت‌افزار ممکن است در مورد یک bus نرم‌افزار مورد استخراج قرار می‌گیرد. با تسلط اینترنت روشن بر اینترنت غیرفعال، شبکه‌های bus غیرفعال به‌طور معمول در شبکه‌های سیمی هستند. با این حال تقریباً تمام شبکه‌های بدون سیم رایج مانند مثال‌های شبکه‌های bus غیرفعال، با سروینگ انتشارات رادیویی مانند متوسط غیرفعال مشترک قابل مشاهده هستند. مکان‌شناسی bus راندن تجهیزات جدید را به سمت جلو ممکن ساخته‌است. واژه‌ای که برای تشریح مشتریان استفاده می‌شود، در این نوع شبکه ایستگاه یا ایستگاه کار است. مکان‌شناسی شبکه bus از این کانال وسیع استفاده می‌کند که بمعنای تمام ایستگاه‌هایی است که می‌توانند هر انتقالی را بشنود و تمام ایستگاه‌ها از تقدم مساوی در استفاده از شبکه برای انتقال داده‌ها برخوردار هستند.

## BUS الکتریکی
نمایش سمبولیک یک bus: خط نازک bus است، که نشان دهنده ۳ سیم است.
یک bus الکتریکی سطح الکتریکی فیزیکی است که قطعاً ت زیادی اتصال الکتریکی مشابهی را به اشتراک دارند که اجازه می‌دهد تا سیگنال‌ها مابین قطعات انتقال یابند (اجازه می‌دهد تا اطلاعات یا انرژی تقسیم شوند) یک bus اغلب شکل یک مجموعه سیم متصل به یک رابط است که اجازه می‌دهد یک قطعه به bus وصل شود.
- busها برای اتصال عناصر یک کامپیوتر استفاده می‌شوند:

یک مثال رایج bus (PIC) در (PC) می‌باشد.
- busها برای ارتباط بین کامپیوترها استفاده می‌شود (اغلب می‌کروپردازشگرها)
- busها برای توزیع نیروی الکتریکی به عناصر یک سیستم یا اجزای یک سیستم استفاده می‌شود. کنداکتورهای نازک که استفاده می‌شوند busbar نام دارد در یک لابراتوار الکتریکی یک busbar اغلب روی دیوار خط کشی شده که برای ظرفیت حمل رایج انرژی الکتریکی بالای آن توسط مهندسان و تکنسین‌ها استفاده شده
- در تجزیه و تحلیل یک شبکه انرژی الکتریکی یک bus نشانی از نمودار خطی تنها می‌باشد که در آن ولتاژ جریان انرژی و دیگر کمیت‌ها قابل محاسبه می‌باشد این ممکن است با کنداکتورهای الکتریکی سنگین در ایستگاه‌های زیر مجموعه نشان داده شود.

## سرعت گذرگاه
سرعت گذرگاه در رایانه به این مطلب اشاره می‌کند که داده‌ها و دستورهای با چه سرعتی قادرند از میان واحد پردازشگر مرکزی، حافظه و دستگاه‌های جانبی رایانه شما حرکت کنند. بخشی از سرعت گذرگاه تحت تأثیر پهنای گذرگاه و سرعت گذرگاه مزبور قراردارد. پهنای گدرگاه به تعداد بیت داده‌ای که در یک واحد زمان می‌توانند عبور کنند (۸ و ۱۶ یا ۳۲ بیت داده) اشاره دارد. مسلماً گذرگاهی که بتواند ۳۲ بیت داده را در یک لحظه عبور دهد سریعتر از گذرگاهی است که فقط ۸ بیت داده در یک لحظه عبور می‌دهد. برای آنکه این قیاس را به صورت یک موضوع قابل لمس تر مطرح کنیم، لوله آبی با قطر یک اینچ و لوله آبی با قطر ۱۴ اینچ را تصور کنید. لوله آب با قطر ۱۴ اینچ نسبت با قطر یک اینچ اجازه عبور آب بیشتری را در یک ثانیه می‌دهد.

## انواع گذرگاه
انواع Bus های رایانه شامل موارد زیر هستند:
1. System Bus : باس موازی یا Parallel bus ای که به طور همزمان میتواند در کانال های 8 ، 16 و یا 32 بیتی داده ها را انتقال دهد و مسیر اصلی انتقال داده بین CPU و حافظه RAM است.
2. Internal Bus : این نوع Bus خود انواع مختلفی دارد و برای متصل کردن مسیر انتقال داده در یک سخت افزار مانند CPU استفاده میشود. مثلاََ برای اتصال حافظه های درون پردازنده CPU از باس های داخلی یا Internal Bus استفاده میشود.
3. External Bus : این نوع Bus ها دستگاه های جانبی یا Peripheral device ها ( هارد دیسک ، اسکنر ، پرینتر و ... ) را به مادربورد متصل میکند.
4. Expansion Bus : این نوع Bus ها به برد های توسعه این امکان را میدهد تا با CPU و RAM کامپیوتر ارتباط برقرار کنند.
5. Frontside Bus : این نوع Bus ، باس اصلی کامپیوتر است که میزان سرعت انتقال داده را تعیین می کند و مسیر انتقال داده اصلی بین پردازنده، RAM و سایر دستگاه های مادربورد است. از Frontside Bus یا FSB به عنوان System Bus ، Memory Bus و Processor Bus نیز نام برده میشود.
6. Backside Bus : این نوع Bus میتواند داده ها را در کش لایه 2 یا L2 cache به طور سریعتر منتقل میکند و CPU را از لحاظ کارایی بهبود میبخشد.